# 네팔 항공의 운항 노선
2017년 1월 기준, 네팔 항공의 운항 노선은 다음과 같다.

## 운항 노선

### 아시아

#### 동아시아
- 일본
  - 오사카 - 간사이 국제공항 - (2019년 8월 29일 재취항)
- 홍콩
  - 홍콩 - 홍콩 첵랍콕 국제공항

#### 동남아시아
- 말레이시아
  - 쿠알라룸푸르 - 쿠알라룸푸르 국제공항
- 태국
  - 방콕 - 수완나품 국제공항

#### 남아시아
- 네팔
  - 카트만두 - 트리부반 국제공항 허브
  - 네팔군지 - 네팔군지 공항
  - 당가디 - 당가디 공항
  - 돌파 - 돌파 공항
  - 라미단다 - 라미단다 공항
  - 루클라 - 텐징 힐러리 공항
  - 룸자타르 - 룸자타르 공항
  - 바드라푸르 - 바드라푸르 공항
  - 바이라하와 - 고타마 붓다 공항
  - 바장 - 바장 공항
  - 바주라 - 바주라 공항
  - 보지푸르 - 보지푸르 공항
  - 비라트나가르 - 비라트나가르 공항
  - 시미코트 - 시미코트 공항
  - 좀솜 - 좀솜 공항
  - 줌라 - 줌라 공항
  - 차우라즈하리 - 차우라즈하리 공항
  - 탈차 - 탈차 공항
  - 탐카르라 - 탐카르라 공항
  - 툼링타르 - 툼링타르 공항
  - 파플루 - 파플루 공항
  - 포카라 - 포카라 공항
- 인도
  - 델리 - 인디라 간디 국제공항
  - 뭄바이 - 차트라파티 시바지 국제공항
  - 벵갈로르 - 켐페고우다 국제공항

#### 서남아시아
- 아랍에미리트
  - 두바이 - 두바이 국제공항
- 카타르
  - 도하 - 뉴도하 국제공항